# Internet Explorer 5
Internet Explorer 5 (często nazywany IE5) – graficzna przeglądarka internetowa firmy Microsoft, opublikowana w marcu 1999 r. Początkowo działała tylko na Microsoft Windows, potem także na Apple Macintosh, Solaris i HP-UX. IE5 był zawarty w systemach Windows 98 SE i Me, co zapoczątkowało walkę sądowniczą między firmą Microsoft a prawem USA.

## Historia
Wydawanie Internet Explorer 5 odbywało się w trzech etapach. Pierwsza wersja, Developer Preview, została wydana w czerwcu 1998 (5.0B1), a następnie Public Preview została wydana w listopadzie 1998 (5.0B2). Następnie w marcu 1999 w wersji została wydana wersja 5.0. We wrześniu został wydany system Windows 98 SE. Wydana w grudniu 1999 wersja 5.01 naprawiała parę błędów. System Windows 2000 zawierał tę wersję.
Piąta wersja Internet Explorera była ostatnią wersją, jaką można było zainstalować w systemie Windows 3.1x i Windows NT 3.x.
Wersja 5.5 została wydana w lipcu 2000 i była wbudowana w system Windows Me. Wersja ta nigdy nie wyszła na starsze systemy Windows i dla systemów Mac OS i Unix.

## Wersje
| Główna wersja | Szczegółowa wersja | Data wydania     | Uwagi                                                                            | Dostarczany z               |
| ------------- | ------------------ | ---------------- | -------------------------------------------------------------------------------- | --------------------------- |
| Wersja 5      | 5.0 Beta 1         | czerwiec 1998    |                                                                                  |                             |
| Wersja 5      | 5.0 Beta 2         | listopad 1998    |                                                                                  |                             |
| Wersja 5      | 5.0                | 18 marca 1999    | Wydanie finalne.                                                                 | Windows 98 SE               |
| Wersja 5      | 5.01               | 8 listopada 1999 | Naprawa kilku błędów. Ostatnia wersja dla systemów Windows 3.x i Windows NT 3.x. | Windows 2000                |
| Wersja 5      | 5.5 Beta 1         | grudzień 1999    |                                                                                  |                             |
| Wersja 5      | 5.5                | 8 lipca 2000     | Wydanie finalne. Ostatnia wersja dla systemu Windows 95.                         | Windows Me                  |
| Wersja 5      | 5.6                | 18 sierpnia 2000 | Wydany tylko w wersji beta Windows Whistler.                                     | Windows Whistler build 2257 |